# Volvo 940/960
Les Volvo 940 et 960 (puis S90 et V90) sont des automobiles du constructeur automobile suédois Volvo, de la catégorie des routières et grandes routières. Il s'agit des dernières Volvo propulsion à moteur longitudinal produites. La 940 est une grosse évolution de la 740. À la façon du tandem 740/760, la 960 est plus luxueuse.
Dans les dernières années de production, la 960 berline est renommée Volvo S90, et le break, Volvo V90.

## Historique
C'est à l'automne 1990 qu'est lancée la nouvelle série 900 qui prend la succession des 740 et 760 dans la gamme Volvo. De ces dernières, seule la 740 reste au catalogue, uniquement en finition de base (740 GL), jusqu'en 1992. Dès le lancement, les deux carrosseries berline et break de la 940 sont disponibles. Le volume de chargement des breaks 940/960 atteint 2 200 litres, une valeur rarement atteinte pour les grands break.
Même si la 960 ressemble beaucoup à la 940, on retrouve plusieurs des différences qui existaient déjà dans la gamme 740/760, notamment sur le capot, le pare-brise, la console de bord, la colonne de direction, et surtout le pont arrière de la 960 berline. En effet, cette dernière dispose d'un essieu arrière multibras (« Multilink ») équipé d'amortisseurs à correcteur d'assiette automatique (« Nivomat »), hérité de la 760 phase II (1988-1990), alors que la 940 et le break 960 sont équipés d'un simple pont rigide, avec possibilité d'amortisseurs Nivomat, notamment sur les breaks. Certains modèles sont par ailleurs dotés d'un blocage automatique de différentiel, ou alors d'un différentiel à glissement limité monté en concession, faisant office d'antipatinage. Enfin, outre les différences déjà citées, les 960 se distinguent des 940 par leurs tout nouveaux moteurs 6 cylindres en ligne en aluminium (2,9 L, et plus tard 2,5 L) et la boîte automatique Aisin-Warner AW30-40/43 à gestion électronique, non disponibles sur la gamme 940.

### 1990-1994

#### 940
Les motorisations essence proposées pour les 940, furent exclusivement basées sur le 4 cylindres fonte Red Block, avec culasse en aluminium et arbre à cames en tête, réputé pour sa solidité légendaire : un 2 litres 8 soupapes (B200) et un 2,3 litres 8 soupapes (B230), les deux en versions atmosphérique ou turbo. Les puissances sont variables en fonction de la présence ou non d'un catalyseur. Toutefois, les moteurs les plus courants pour les marchés européens et américains sont catalysés, caractéristique indiquée par la lettre F : B200F/112 ch, B230FB/131 ch pour les versions atmosphériques (avec une version B230FD/116 ch  répondant aux exigences de la Californie sur les émissions, pour les marchés américains et certains pays d'Europe), et pour les versions turbo le B200FT/155 ch et le B230FT/165 ch, ce dernier étant le plus puissant de la gamme 940. Quelques très rares modèles atmosphériques 16 soupapes B204E/139 ch et B234F/155 ch ont été produits. En revanche, le fougueux B204FT/190ch (2.0L turbo 16s) proposé assez confidentiellement sur la 740, la 780 puis la 960 n'a jamais équipé la 940. La gamme se complète par un moteur Diesel 6 cylindres d'origine Volkswagen, le D24/82 ch, doté dès 1991 d'un turbo (D24T/112 ch), puis d'un échangeur InterCooler (D24TIC/122 ch).
Tous les moteurs sont couplés soit à une boîte manuelle 5 vitesses (4 + overdrive M46 ou 5 vitesses M47), soit en option, à une transmission automatique à 4 rapports  Aisin-Warner (3 + overdrive, AW70/71/72) ou ZF (4 rapports intégrés, 4HP22, totalement hydraulique). En pratique la ZF est montée sur les diesels, et pour le marché européen, sur les B230 atmosphériques (FB, E) jusqu'en 1994.
La 940 est la première voiture à être équipée de série d'une ceinture de sécurité autobloquante à 3 points, des appuis-tête réglables avec fonction anti-coup-du-lapin et d'un siège enfant intégré dans la place centrale de la banquette arrière (en option). Dès 1991, la 940 reçoit les prix Autocar & Motor et Prince Michael Road Safety Award pour ses nombreux équipements de sécurité.
Sur le marché américain, la face avant de la 940, reprise du dernier design de la 740, sera au début dotée de petits phares, contrairement aux versions européennes (grands phares rectangulaires). Après la brève commercialisation d'une version 940 GLE 2.3 16s (B234F), la motorisation y sera limitée au B230FD/116 ch (GL ou « base ») et au B230FT/165 ch (Turbo), obligatoirement couplés à une transmission automatique Aisin-Warner de la gamme AW70. Une 960 turbo 2,3 L (B230FT) sera également commercialisée quelque temps sous la dénomination 940 SE.

#### 960
La 960 a inauguré le tout nouveau moteur 6 cylindres en lignes 2,9 litres de 204 ch avec bloc-cylindres en aluminium, double arbre à cames en têtes associés à 4 soupapes par cylindres. Il a remplacé le V6 PRV issu de la collaboration entre Peugeot, Renault et Volvo. Ce nouveau type d'architecture a conduit au développement d'une nouvelle génération de blocs moteurs dont les fameux 5 cylindres en lignes des années 1990 et 2000.

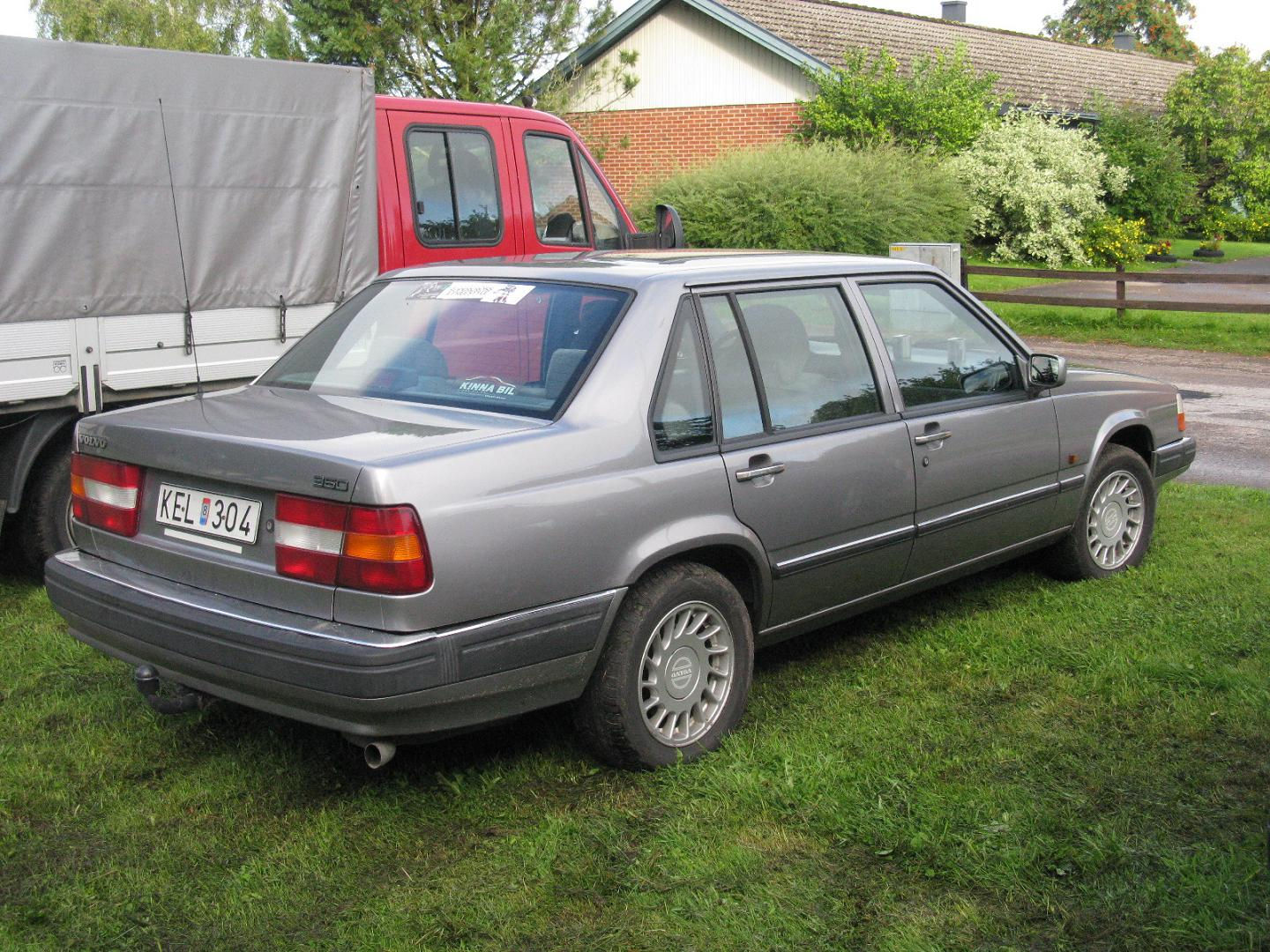
Volvo 960 (1990 - 1994)
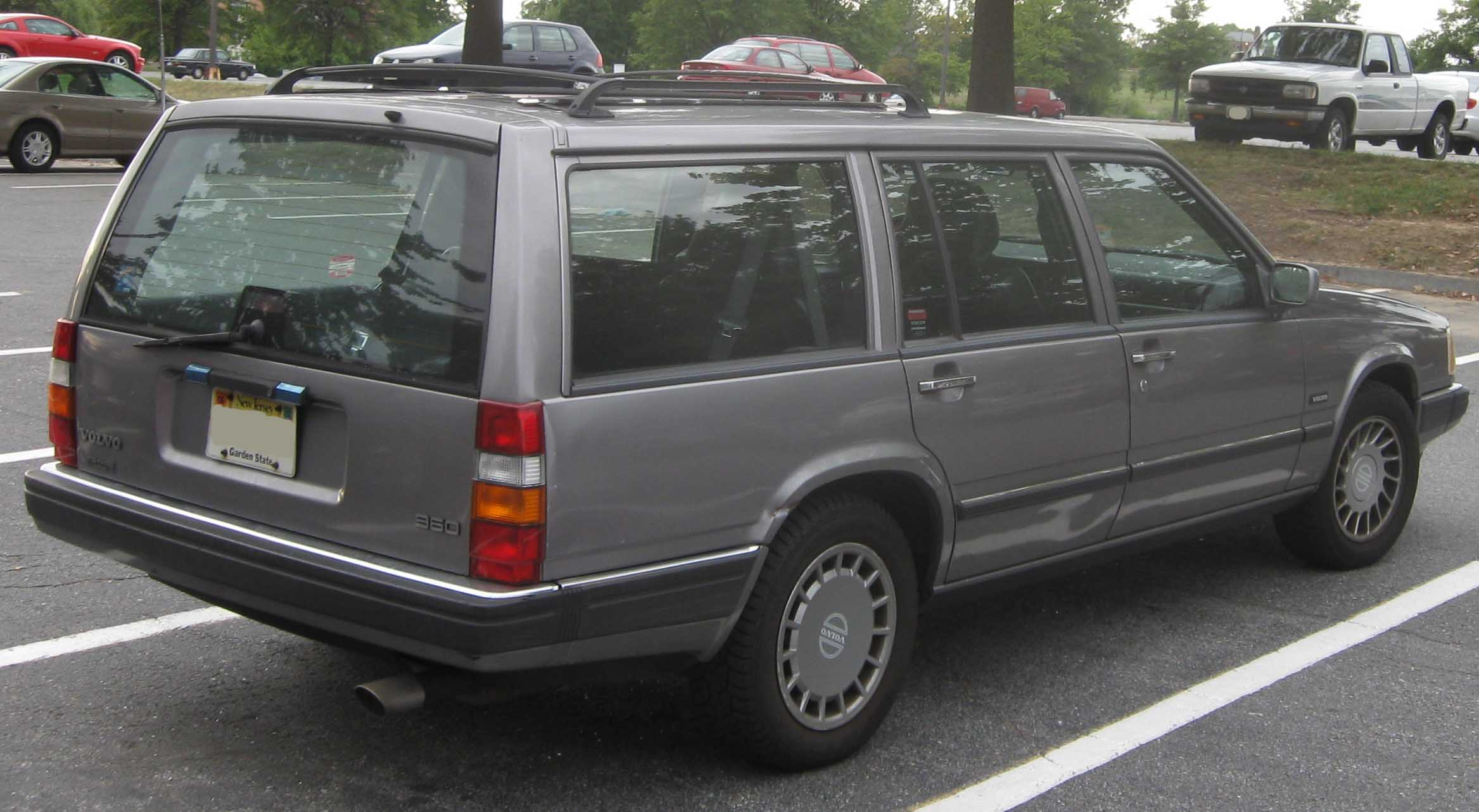
Volvo 960 Break (1990 - 1994)

### 1994-1998
C'est en été 1994 que les 940 et 960 commencent à différer stylistiquement. La 960 est redessinée pour adopter un visage plus proche de la 850. Ses suspensions avant et arrière font l'objet de modifications importantes. Notamment, le pont arrière à roues indépendantes Multilink est simplifié et doté d'un ressort plat transversal. Il équipe dorénavant tant les berlines que les breaks 960. Les moyeux de roues deviennent aussi spécifiques pour la 960, de sorte que les jantes des 960 et des 940 ne sont plus interchangeables. Le diesel Volkswagen et les 4 cylindres essence disparaissent du catalogue de la 960, qui ne conserve que les moteurs essence 6 cylindres en ligne.

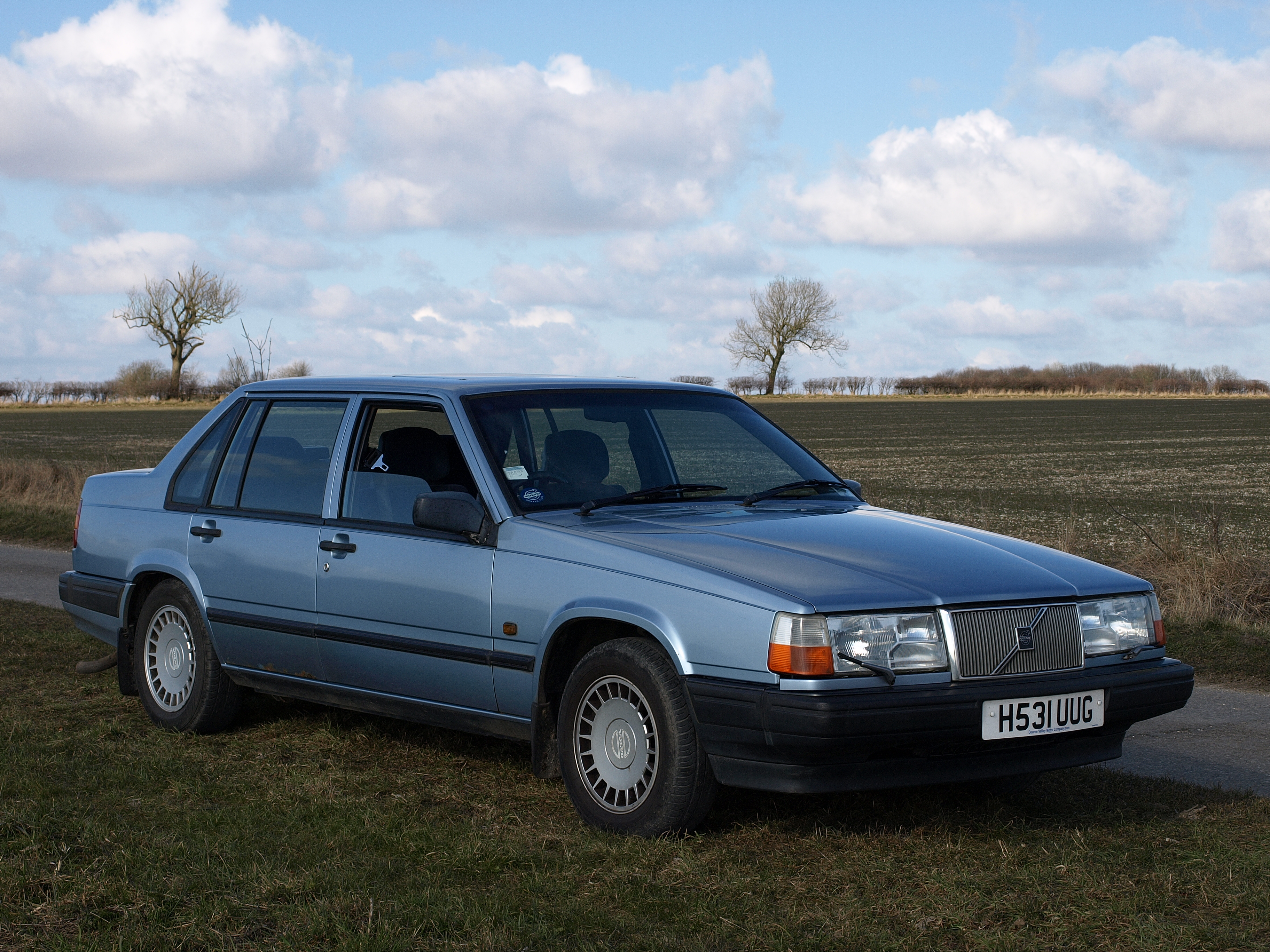
Volvo 940 (1990 - 1998)
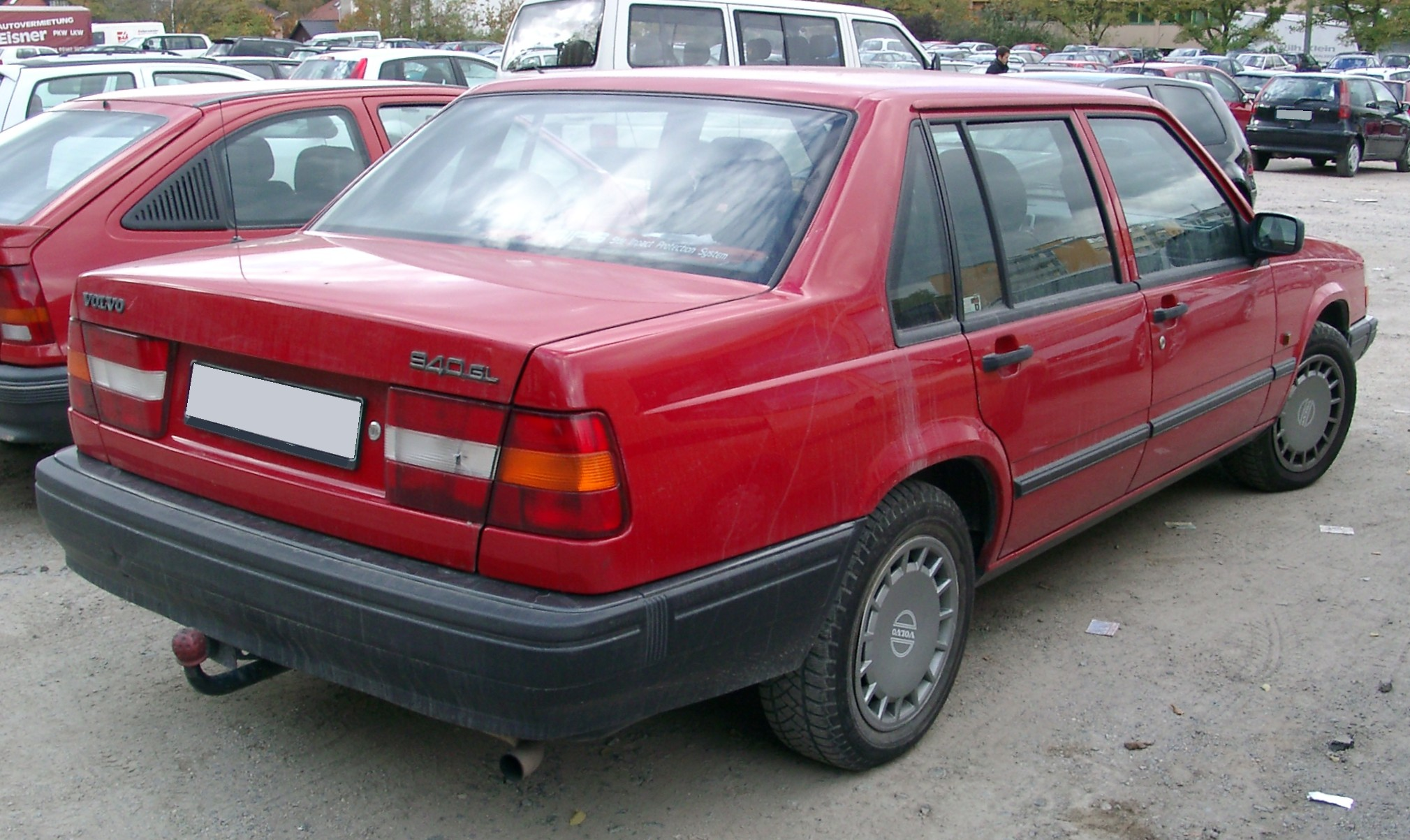
Volvo 940 (1990 - 1998)
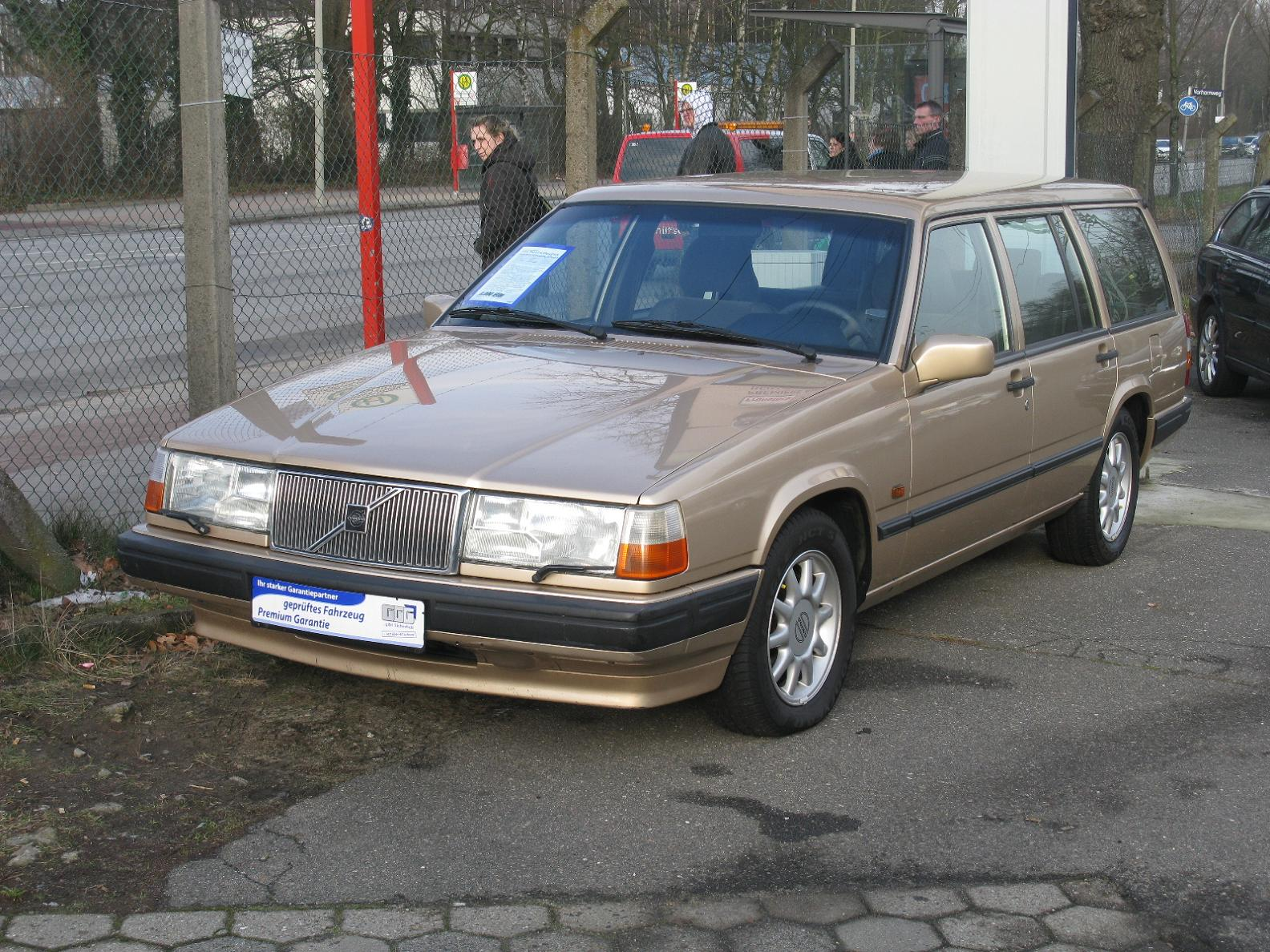
Volvo 940 Break (1994 - 1998)
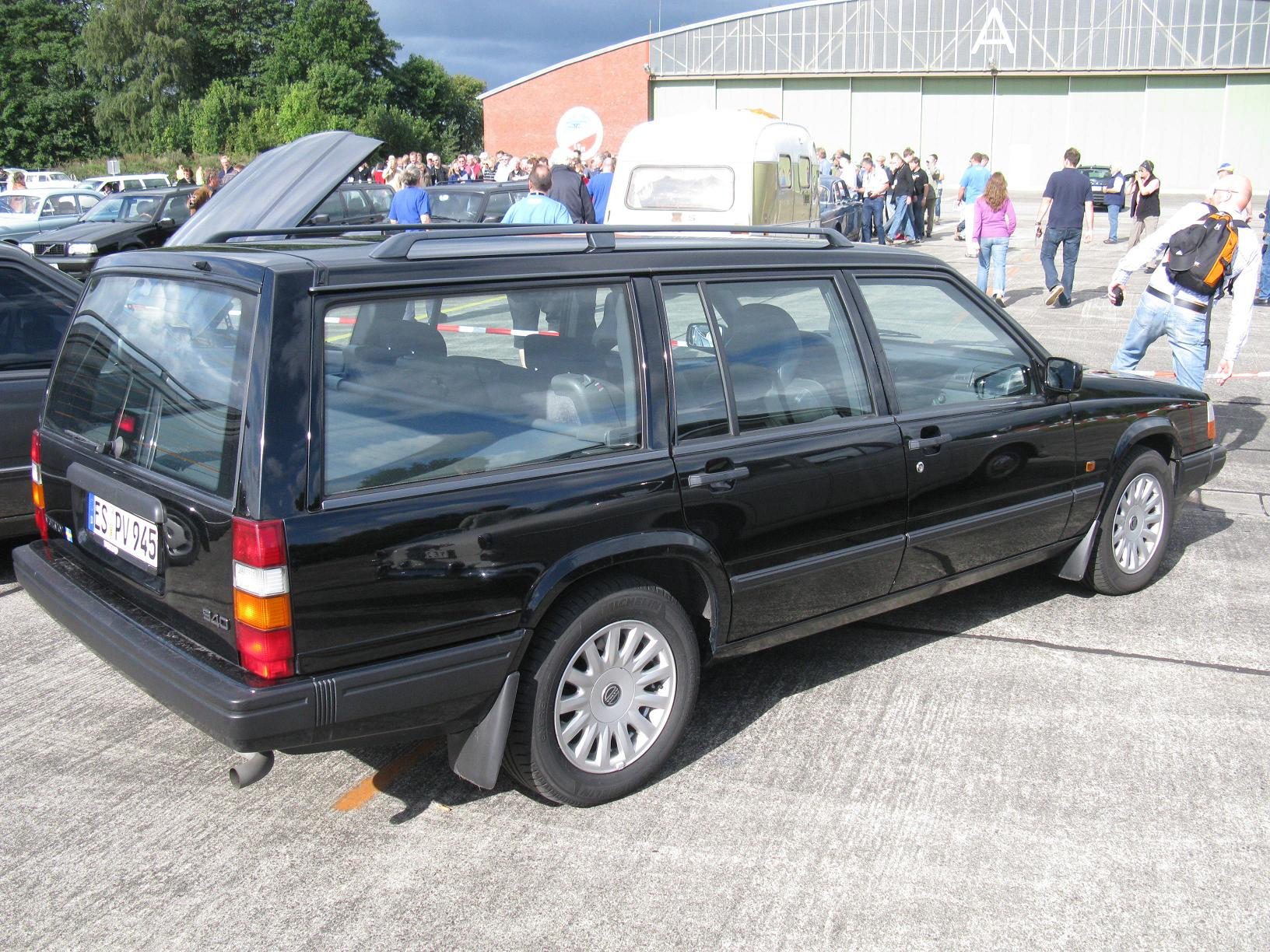
Volvo 940 Break (1994 - 1998)
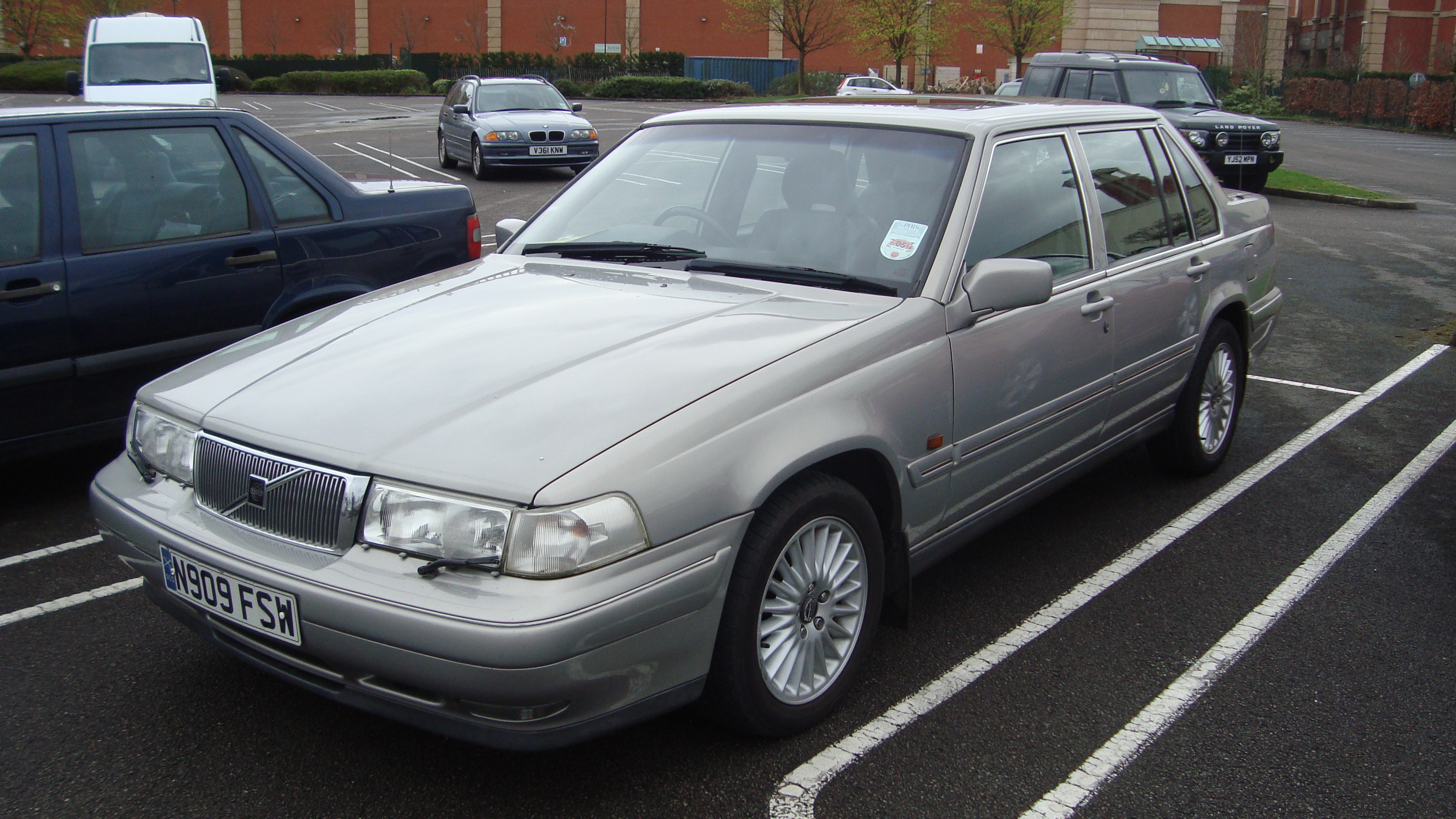
Volvo 960 (1994 - 1997)
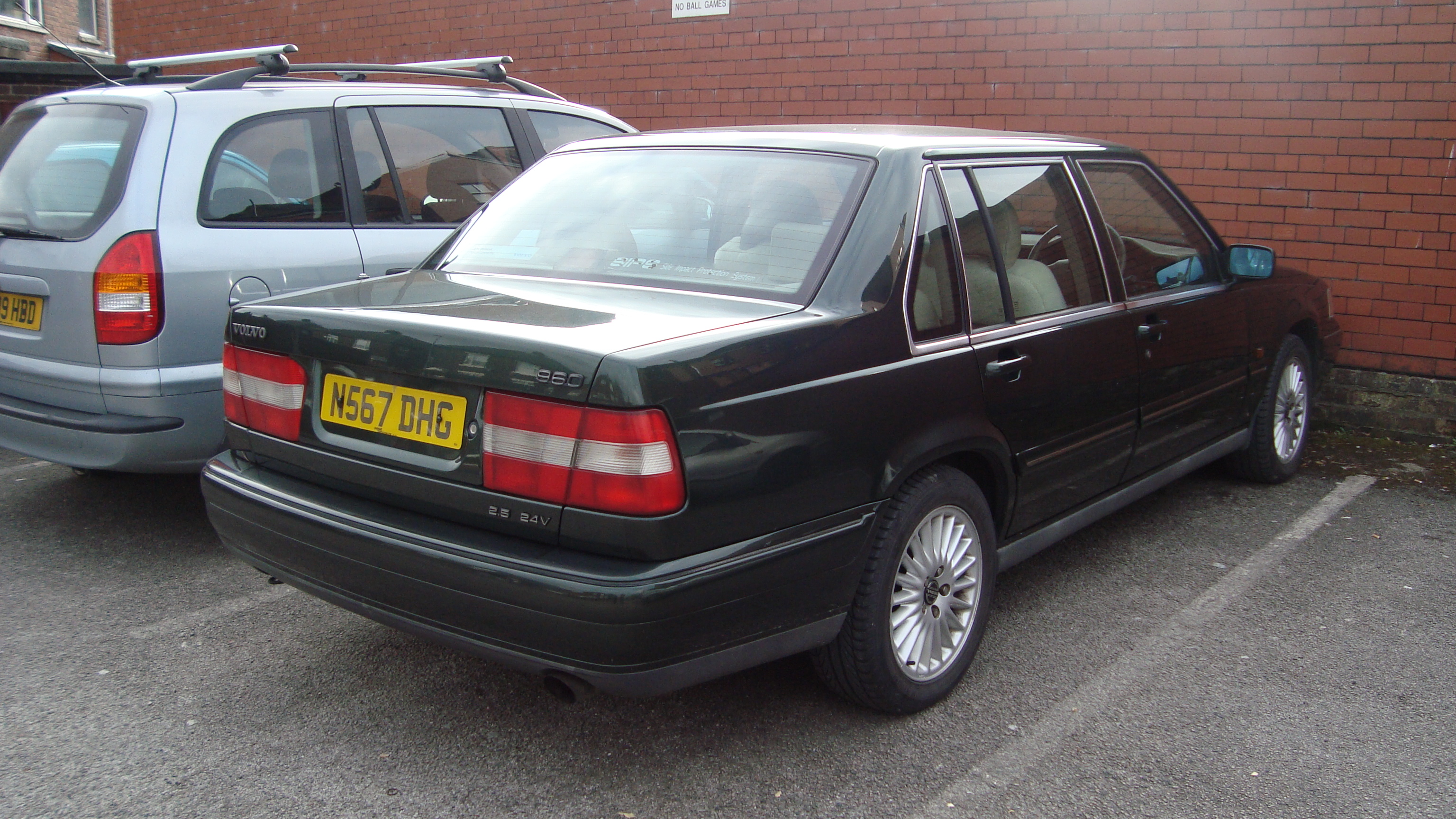
Volvo 960 (1994 - 1997)
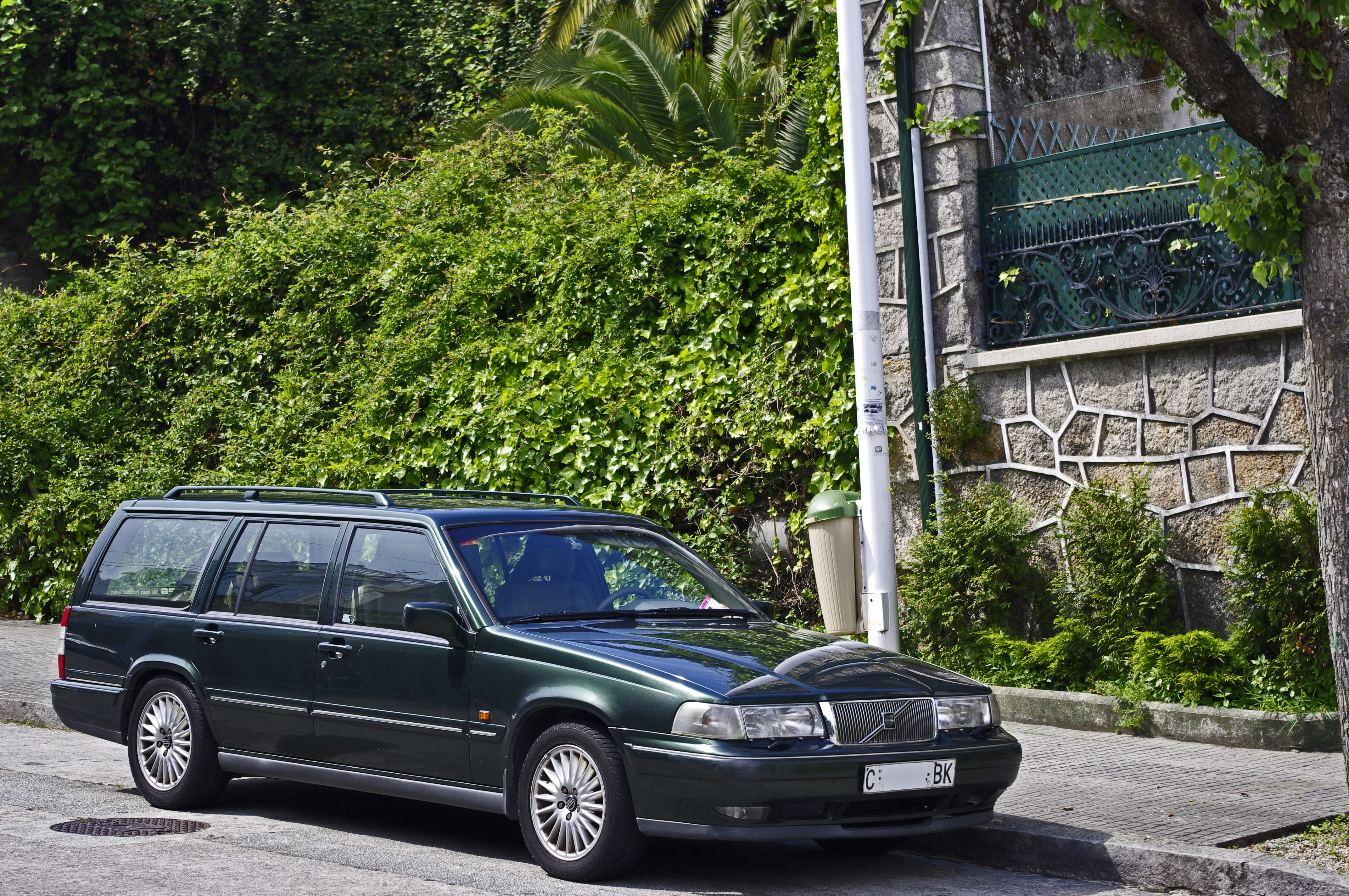
Volvo 960 Break (1994 - 1997)
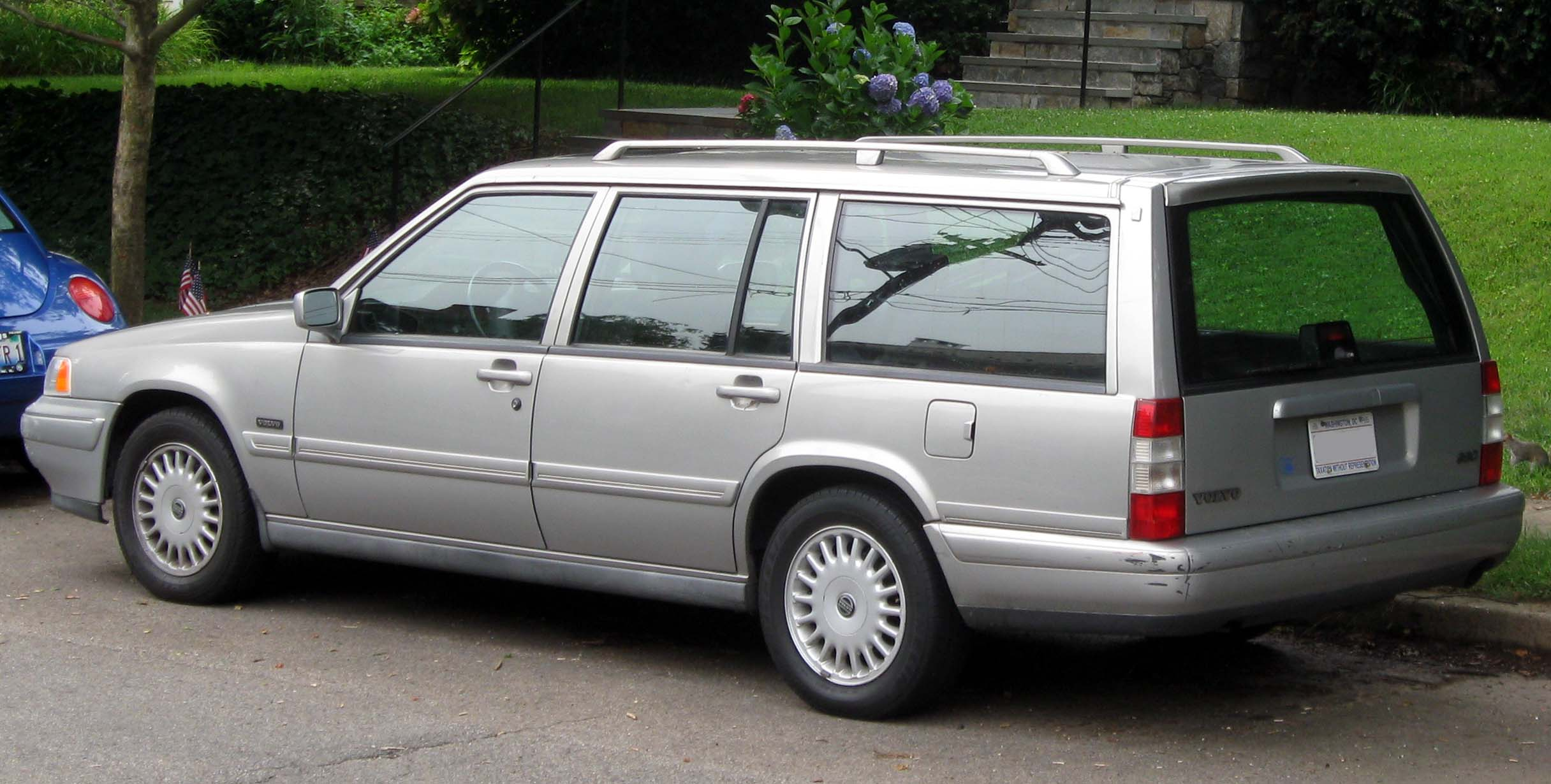
Volvo 960 Break (1994 - 1997)

#### 940
La 940, quant à elle, n'évolue pas stylistiquement, mais une nouvelle boîte manuelle à 5 rapport intégrés M90 apparaît, qui remplace peu à peu les boîtes M46 et M47. Quatre finitions sont alors disponibles pour le marché français : Côté Sud, GLE, GLT et Gentleman (uniquement en break). Enfin, certains équipements de luxe en série sur la 960 deviennent de plus en plus disponibles en option ou selon les finitions sur la 940 (climatisation automatique, siège conducteur réglable électriquement à deux mémoires, essuie-phares, etc.) ou font leur apparition (réglage de la hauteur des phares depuis l'habitacle). Les diesels sans intercooler (D24, D24T) disparaissent au profit du seul D24TIC/122 ch.
Pour 1995 apparaît une motorisation turbo basse pression (LPT) directement dérivée du B230FT : le B230FK, de puissance (135 ch) proche de celle du B230FB atmosphérique, mais avec un couple sensiblement supérieur dès les bas régimes lui donnant souplesse et agrément de conduite. En 1996, les versions atmosphériques disparaissent du catalogue. Le B230FK/135 ch et le B230FT/165 ch (turbo haute pression ou HPT, déjà au catalogue) seront quasiment les seuls moteurs essence de la 940 jusqu'en 1998. Quasiment, car le B200FT/155 ch restera proposé pour des marchés taxant fortement les cylindrées supérieures à 2 litres, comme l'Italie, la Belgique ou le Portugal. Pour la boîte manuelle, seule la boîte M90 subsiste. Les finitions en France évoluent en GLE, Gentleman et SE.
En 1997, le moteur diesel disparaît du catalogue. Jusqu'à la fin de sa production en 1998, la 940 sera donc disponible uniquement en motorisation essence turbo avec boîte manuelle M90 ou automatique AW71. La gamme de finitions du marché français se réduit à GLE et GLE Clim, puis une finition unique Edition Grand Luxe pour la dernière année.
Un total de 246 704 berlines et 231 677 breaks 940 furent produits durant les huit années de commercialisation de la 940. On peut y ajouter les 154 329 960 et les 35 336 S90/V90. Au total, la série 900 a été produite à 668 046 exemplaires. C'est la berline S80 qui prend la succession des berlines 940/S90. Le break est remplacé par le premier SUV de l'histoire de Volvo, le XC90.

#### 960
Sous le capot, arrive un 6 cylindres 2,5 litres et 24 soupapes développant 170 ch. Ce dernier est disponible soit en boîte manuelle à 5 rapports, soit en boîte automatique à 4 rapports. Le 6 cylindres 2,9 litres, toujours disponible uniquement avec la boîte automatique, se voit proposer une version moins dynamique (B6304FS2) avec arbres à came légèrement modifiés, de 181 ch, mais avec un meilleur couple à bas régime, le B6304FS de 204 ch restant toujours disponible. Quatre finitions sont alors proposées : GLT, Grand Pavois, Gentleman et Summum (unique finition du 2,9 litres).
En 1996, la gamme est modifiée avec les nouvelles finitions Gentleman, Platinium, SE et Summum. Pour la dernière année de commercialisation de la 960, est proposée une finition Executive Line chapeautant la gamme et exclusivement disponible avec le 2,9 litres.

### Autres
Le carrossier Nilsson, basé à Laholm en Suède a produit des versions rallongées à la suite d'un contrat avec Volvo. Ces dernières, nommées 960 Exécutive, atteignent les 5,020 mètres de longueur. Des versions encore plus longues étaient disponibles sur commande spéciales, notamment en direction des chefs d'État et des monarques.

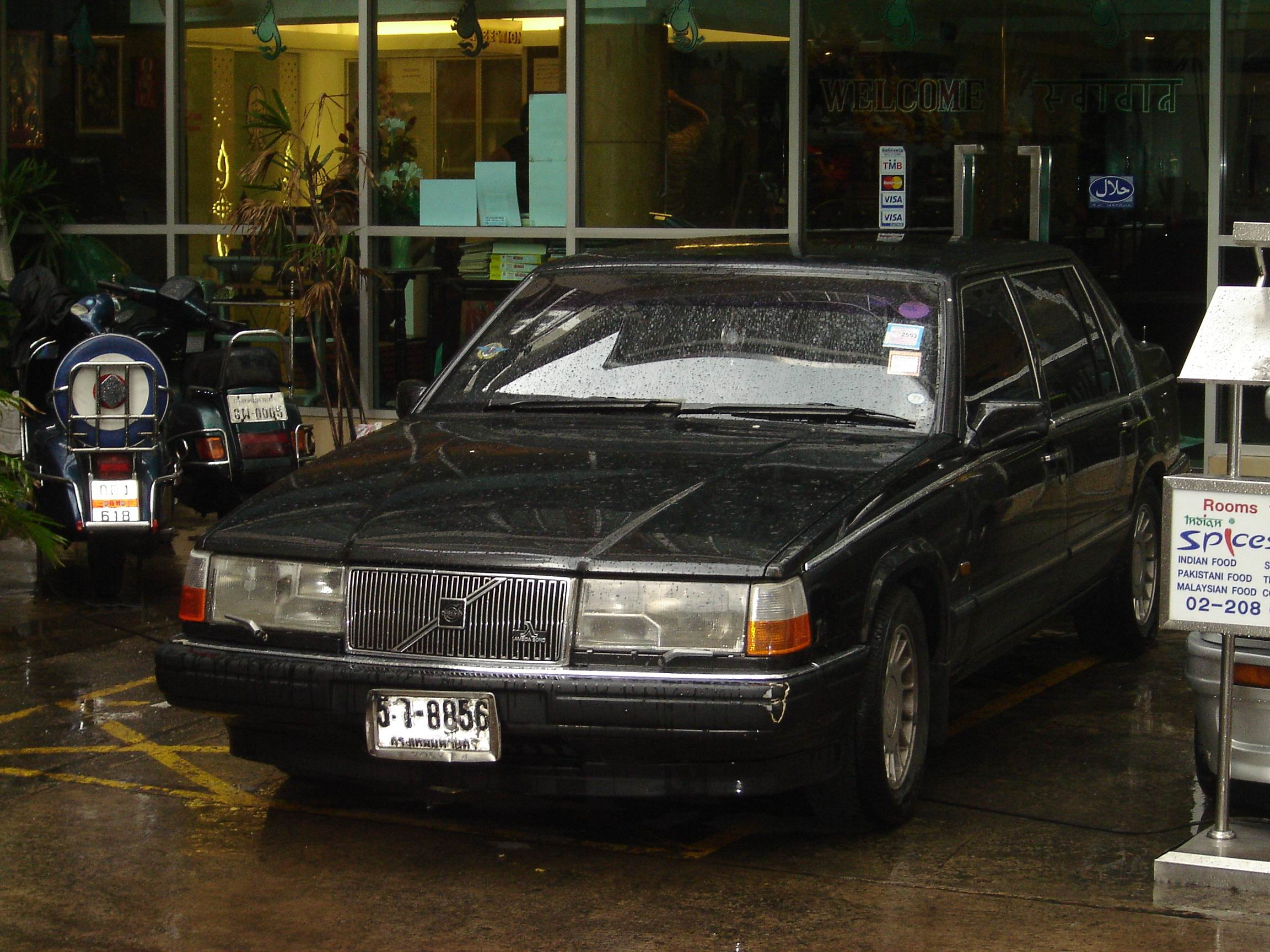
Volvo 960 Executive (1990 - 1994)
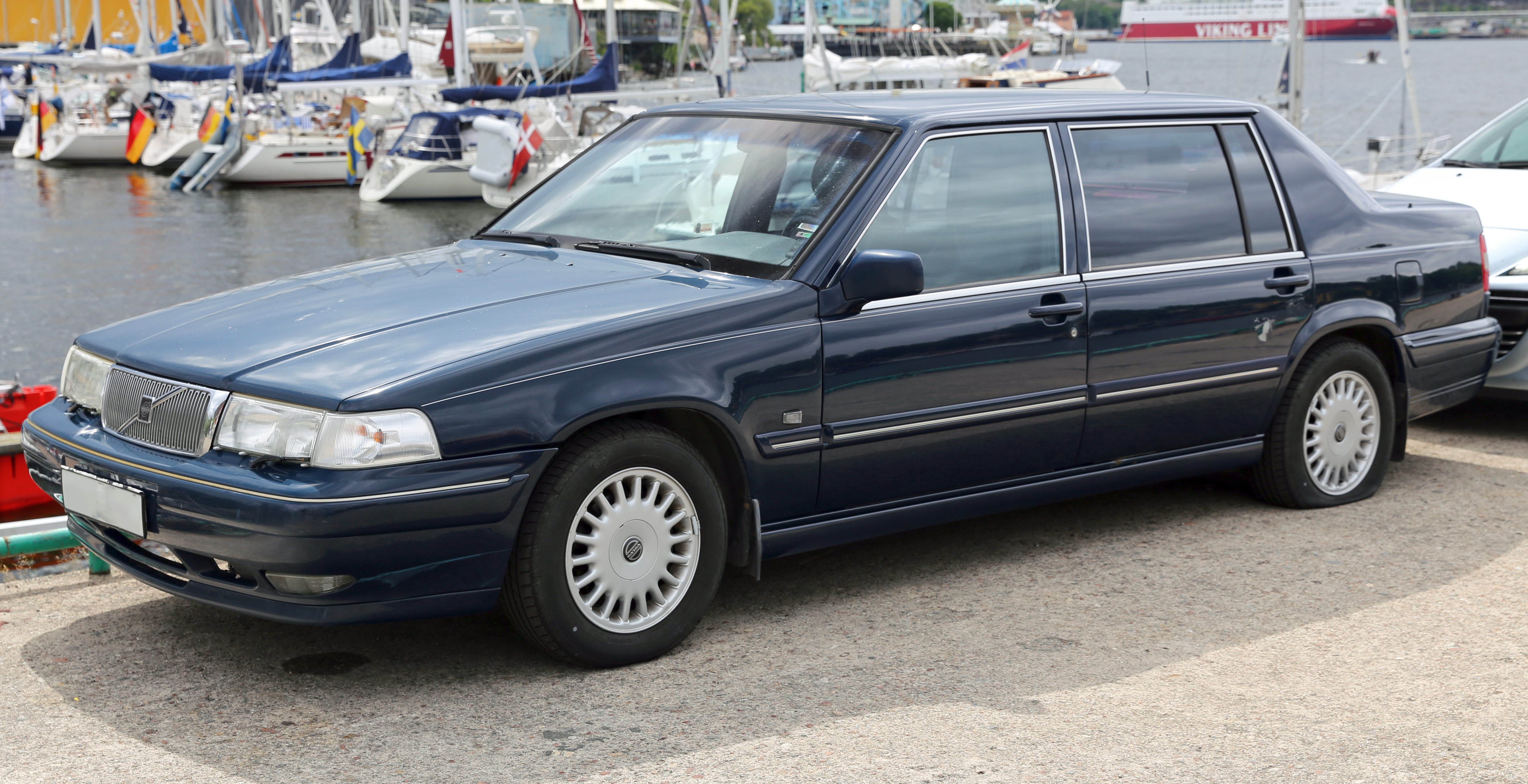
Volvo 960 Executive (1994 - 1998)
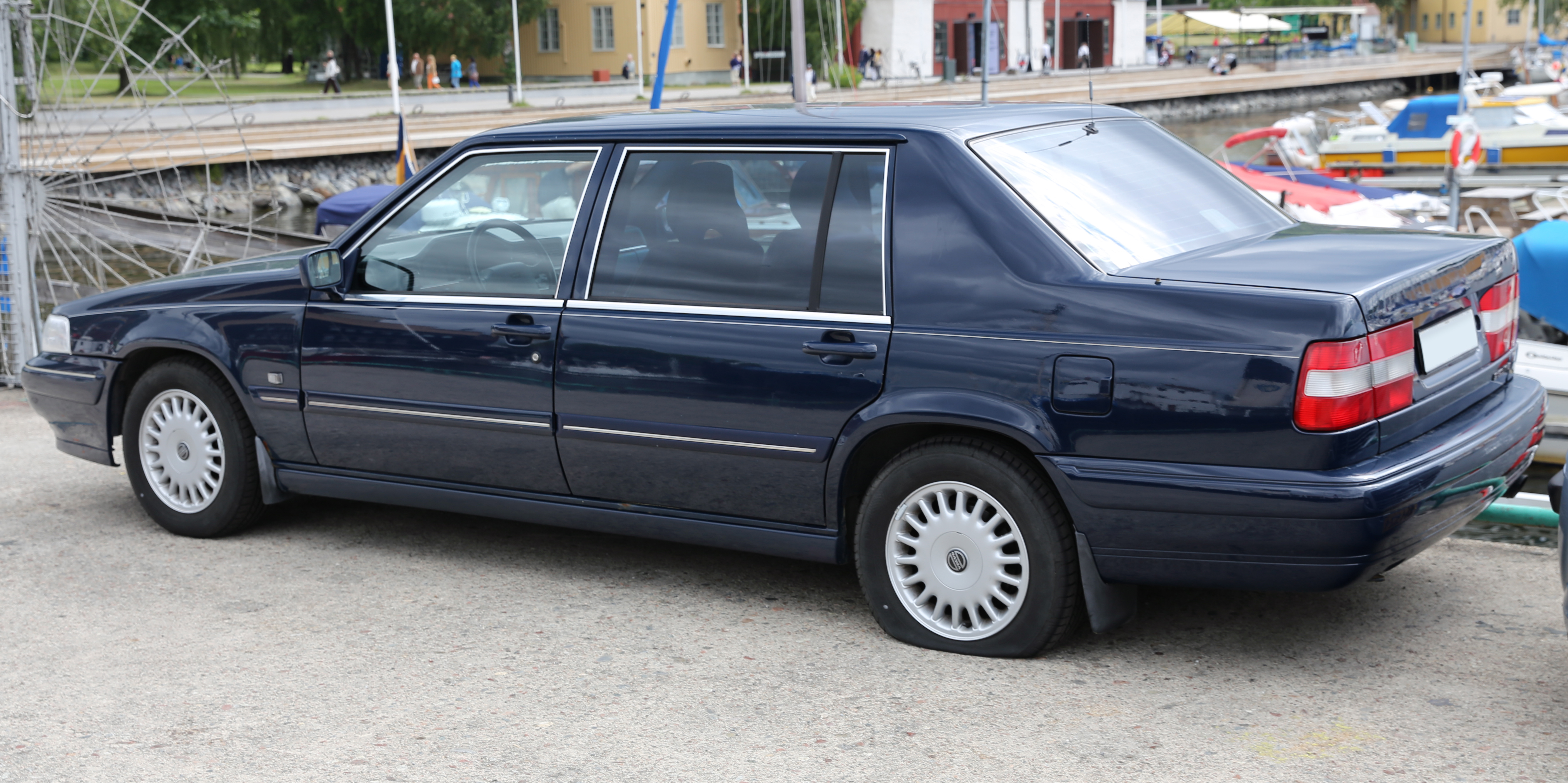
Volvo 960 Executive (1994 - 1998)